# Ostorhinchus sealei
Ostorhinchus sealei е вид лъчеперка от семейство Apogonidae. Видът е незастрашен от изчезване.

## Разпространение и местообитание
Разпространен е в Австралия (Ашмор и Картие, Коралови острови, Куинсланд и Северна територия), Индонезия, Малайзия, Палау, Папуа Нова Гвинея, Соломонови острови и Филипини.
Среща се на дълбочина от 1 до 25 m, при температура на водата от 21,1 до 29,3 °C и соленост 32,8 – 35,2 ‰.

## Описание
На дължина достигат до 10 cm.